# Madduwatta
Madduwatta (la forma griega del nombre, probablemente sea Madiates) fue rey de Zippasla y después de Arzawa (después del 1400 a. C. hasta cerca del 1350 a. C.).

## Descripción
Era un dinasta, —un gobernador local— que resistió en Lukka (Licia) la invasión de un hombre llegado con su pueblo desde el reino de Ahhiyawa, cuyo nombre era Attarsiya, pero resultó siendo derrotado y se refugió en territorio hitita. Le fue devuelto el territorio de Zippasla por los hititas con el título de rey, pero con la condición de usar el país como base contra la rebelde Arzawa, y a cambio le defenderían de sus enemigos. Madduwatta cumplió la imposición hitita, pero al atacar por propia iniciativa al reino de Arzawa, fue derrotado por Kupanta-Kurunta, quien ocupó Zippasla, y Maduwata se vio obligado a huir de nuevo al reino hitita. 
El rey hitita tuvo que socorrer a su vasallo, derrotó a Arzawa y restauró a Madduwatta.
Attarsiya volvió a atacar Zippasla, y Madduwatta, por tercera vez tuvo que huir y refugiarse en territorio hitita. Los hititas enviaron un ejército que expulsó a Attarsiya, y las tropas hititas permanecieron acantonadas para defender Zippasla de futuras incursiones de los ahhiyawa. 
Más tarde Dalawa (la licia Tlawa, la griega Tlos) y Hunduwa se rebelaron; Madduwatta sugirió que el ejército hitita, dirigido por Kisnapili, atacara Hunduwa y él atacaría Dalawa. En realidad Madduwatta acabó aliándose con el reino de Dalawa y con su ayuda tendió una trampa a Kisnapili y exterminó al ejército hitita.
Luego independizó de los hititas a Zippasla, se casó con una hija del rey de Arzawa y no tardó en apoderarse de este reino, y comenzó a desplegar una política de apariencia de lealtad a los reyes hititas.
Tudhaliya, el rey hitita, le ordenó sofocar la revuelta del reino de Hapalla, y Madduwatta así lo hizo, pero obligó a este reino a ofrecerle lealtad a él mismo. Después incorporó Pitassa a su reino. Pitassa se hallaba próximo a los dominios hititas. 
Un tiempo después, durante el reinado (1400-1385 a. C.), del monarca hitita Arnuwanda I (yerno de Tudhaliya I/II), Madduwatta se alió con su antiguo enemigo Attarsiya e invadió Alasiya (Chipre), y de esta forma consiguió dominar toda el Asia Menor occidental.
Hacia 1350 a. C., le sucedió Tarhunta-Radu. En aquel entonces las fronteras del reino eran Tuwanuwa (la posterior ciudad de Tiana, a unos 170 km al sur de Hattusa, y Uda (no identificada). Dicho rey estableció contactos diplomáticos con Amenofis III, faraón de Egipto, al cual pidió una hija en matrimonio, pero probablemente no le fue concedida. Zippasla desapareció de la historia de Arzawa, y parece que el centro del poder se desplazó hacia Apasa, la capital tradicional del reino.